# 434. strelska divizija (ZSSR)
434. strelska divizija (izvirno rusko 434. стрелковая дивизия; kratica 434. SD) je bila strelska divizija Rdeče armade v času druge svetovne vojne.

## Zgodovina
Divizija je bila ustanovljena 1. decembra 1941 v Uralskem vojaškem okrožju. 22. januarja 1942 je bila preimenovana v 162. strelsko divizijo.